# Fumer fait tousser
Pour plus de détails, voir Fiche technique et Distribution.
Fumer fait tousser est un film français réalisé par Quentin Dupieux et sorti en 2022.
Le film est présenté en avant-première en « séance de minuit » au festival de Cannes 2022.

## Synopsis
La Tabac Force est un groupe de cinq super justiciers, composé de Benzène, Mercure, Nicotine, Méthanol et Ammoniaque (et qui sont fortement influencés par les super sentai). Après avoir vaincu le redoutable Tortus en lui donnant le cancer, leur chef Didier (un énorme rat qui bave de la salive verte) les informe qu'après de nombreuses analyses, la cohésion du groupe est en baisse, et que pour la renforcer, le groupe doit effectuer une retraite d'une semaine au bord d'un lac.
Une fois arrivés, leur robot assistant se jette à l’eau. Le chef Didier leur indique qu’il était programmé pour s’autodétruire et qu’il sera remplacé par un modèle plus performant, qui possède plus de fonctionnalités mais est plus long à la détente (il met longtemps pour répondre à des questions simples, et prononce ses phrases de manière hachée).
Lors du premier soir, parodiant Fog, les cinq membres se retrouvent autour d'un feu et Benzène raconte une histoire qui fait peur.
L'histoire suit deux couples d'amis : Agathe, Bruno, Christophe et Céline, qui se retrouvent ensemble dans une maison de vacances. En s'installant dans leurs chambres, Agathe tombe sur un « casque à penser », qui lui permet de se couper du monde afin de mieux fluidifier ses propres pensées. Après l'avoir mis, elle commence à avoir des pensées morbides envers son mari Bruno et ses amis, et refuse d'enlever le casque. Elle finit par penser que l'espèce humaine n'est qu'une erreur de la nature. Alors Bruno, Christophe et Céline tentent de lui enlever le casque de force avec un marteau et une scie, mais Agathe se défend en plantant un tournevis dans l'œil de Christophe. Elle tue ensuite Bruno et Céline, qui se sont cachés dans la piscine, à l'aide d'un parasol choisi parmi d’autres outils de bricolage (dans une scène faisant référence à Pulp Fiction).
La Tabac Force réagit à l'histoire, tous sauf Ammoniaque sont effrayés. Mercure s'apprête à raconter à son tour une histoire qui fait peur quand l'équipe est surprise par une petite fille du nom de Josette qui les observe depuis les buissons. Alors que Mercure s'apprête à reprendre son histoire, il est coupé par Josette qui raconte la sienne, celle d'un poisson vivant dans un lac et qui, un jour, voulant respirer à la surface, tombe sur un homme qui déverse des produits chimiques dans le lac. Toute l'équipe est profondément choquée par l'histoire, et Josette rentre avec ses parents venus pour la récupérer. L'équipe part se coucher.
Le lendemain, la Tabac force vaque à ses activités, Benzène pêche un barracuda et Nicotine parle à Ammoniaque de ses sentiments pour chef Didier bien qu'elle ait surpris celui-ci au lit avec une autre femme lors d'un appel vidéo. À table, Méthanol veut raconter une histoire effrayante qu'il a lue sur internet. Alors que l'équipe discute, le barracuda qui était en train d'être grillé se réveille et parle. Lui aussi, souhaite raconter une histoire qui fait peur.
Son histoire parle d'une famille de fermiers, Tony et son neveu Michael. Ce dernier a un accident et ses jambes sont prises dans la broyeuse. Sa tante Tony essaye de relancer la machine en marche arrière afin de le libérer, mais l'inverse se produit et Michael est entièrement broyé par la machine. Contre toute attente, Michael est encore vivant et peut parler bien qu'il ne soit plus qu'une bouillie d'organes dans un seau. Tous les deux vont à l'anniversaire de la mère de Michael, bien que cette dernière ne soit pas au courant de l'état actuel de son fils. Alors qu'elle arrive à la porte, Tony appuie sur la sonnette, mais, surprise par le bruit strident de la sonnerie, renverse le seau qui contenait Michael, et ce dernier est dévoré par un chien. Malheureusement, l'histoire s'arrête là, car le barracuda est mort tellement grillé qu’il en devient immangeable.
Chef Didier appelle la Tabac Force, mais seul Ammoniaque répond à l'appel (on comprend que tous les deux ont eu une relation par le passé). Ammoniaque revient vers l'équipe en état de choc, en leur disant que chef Didier lui a fait part d'une terrible nouvelle. Le grand Lezardin, qui souhaite détruire la Terre d'ici à la fin de l'année, a finalement avancé son projet, et il ne reste plus à l'humanité que quelques minutes à vivre. La Tabac Force est désemparée, ne pouvant pas contrer cela dans un temps aussi limité.
Finalement, le plan de Lezardin est en pause au milieu du décompte final car il est appelé à dîner avec sa femme et son fils. Au même moment, le chef Didier rappelle l'équipe et les informe qu'une dernière solution pourrait peut-être les sauver. Leur robot assistant Norbert 1200 a une fonctionnalité cachée : les faire changer d'époque. Pendant le dîner de Lezardin, ce dernier est empoisonné par sa femme et son fils, ce qui annule son plan.
Chef Didier essaye de rappeler l'équipe afin de leur annoncer la bonne nouvelle, mais personne ne répond. Le film se termine sur la Tabac Force, fumant cigarette sur cigarette, en attendant, en vain, que Norbert 1200 les fasse changer d'époque.

## Fiche technique
Sauf indication contraire, les informations mentionnées dans cette section peuvent être confirmées par la base de données cinématographiques IMDb,  présente dans la section « Liens externes ».
- Titre original : Fumer fait tousser
- Réalisation et scénario : Quentin Dupieux
- Direction artistique : Joan Le Boru
- Décors : Joan Le Boru
- Costumes : Justine Pearce
- Photographie : Quentin Dupieux
- Son : Régis Boussin
- Montage : Quentin Dupieux
- Production : Hugo Sélignac
  - Production associée : Antoine Lafon et Nicolas Dumont
- Société de production : Chi-Fou-Mi Productions
- Société de distribution : Gaumont (France)
- Budget : 6 400 000 €[4]
- Pays de production :  France
- Langue originale : français
- Format : couleur
- Genre : comédie, action
- Durée : 77 minutes
- Dates de sortie[5] :
  - France : 21 mai 2022 (séance de minuit au festival de Cannes 2022)[6],[7] ; 30 novembre 2022 (sortie nationale)
  - Belgique, Suisse romande : 30 novembre 2022
- Classification :
  - France : tous publics avec avertissement lors de sa sortie en salles mais déconseillé aux moins de 12 ans à la télévision[réf. nécessaire]

## Distribution
Sauf indication contraire, les informations mentionnées dans cette section peuvent être confirmées par les bases de données cinématographiques IMDb et Allociné,  présentes dans la section « Liens externes ».
- Gilles Lellouche : Benzène
- Vincent Lacoste : Méthanol
- Anaïs Demoustier : Nicotine
- Jean-Pascal Zadi : Mercure
- Oulaya Amamra : Ammoniaque
- Grégoire Ludig : Christophe
- Adèle Exarchopoulos : Céline
- David Marsais : Jacques, le père du gosse
- Julia Faure : Denise, la mère du gosse
- Tanguy Mercier : le gosse
- Thémis Terrier-Thiebaux : Josette
- Sava Lolov : le père de Josette
- Charlotte Laemmel : Nicole, la mère de Josette
- Doria Tillier : Agathe
- Jérôme Niel : Bruno
- Blanche Gardin : Tony
- Anthony Sonigo : Michael
- Raphaël Quenard : Max
- Frédéric Bonpart : un ouvrier de la scierie
- Alain Chabat : chef Didier (voix)
- Ferdinand Canaud : Norbert 500 / 1200 (voix)
- Benoît Poelvoorde : Lezardin
- Franck Lascombes : Barracuda (voix) / l'assistant de Lezardin
- Benoite Chivot : Lézardine
- Jules Dhios Francisco : Lezardou
- Marie Bunel : la caissière

## Production
Le tournage débute en septembre 2021. La présence des acteurs est alors révélée. Elle compte des nouveaux venus dans l'univers du réalisateur (Gilles Lellouche, Jean-Pascal Zadi, Doria Tillier, Blanche Gardin, Oulaya Amamra, Vincent Lacoste, Jérôme Niel) ainsi que des acteurs/actrices ayant déjà travaillé avec lui (Anaïs Demoustier, Benoît Poelvoorde, Grégoire Ludig, David Marsais, Adèle Exarchopoulos et Alain Chabat). Les prises de vues se déroulent notamment à Uzès dans le Gard et autour du lac de Peiroou à Saint-Remy-de-Provence dans les Bouches-du-Rhône.

## Accueil

### Accueil critique
En France, le site Allociné propose une moyenne de 3,2⁄5, à partir de l'interprétation de 33 critiques de presse.
Le Monde loue un film « d’une plasticité délirante (...) où les acteurs, parmi les plus célèbres du cinéma français, peuvent larguer les amarres, plonger les deux pieds dans la débilité et s’en donner à cœur joie ».
Télérama estime que Fumer fait tousser « avec sa structure de film à sketchs, est à la fois le plus potache, le plus accessible et le plus rythmé de tous les films de son auteur ».

### Box-office
| Pays ou région | Box-office      | Date d'arrêt du box-office | Nombre de semaines |
| -------------- | --------------- | -------------------------- | ------------------ |
| France         | 178 557 entrées | 8 février 2023             | 10                 |

Pour son premier jour d'exploitation dans les salles françaises, Fumer fait tousser cumule 15 617 entrées, dont 2 528 en avant-première, pour un total de 1 279 séances de cinéma proposées. Le film réussit ainsi à se glisser à la troisième marche du podium des nouveautés pour leur premier jour, derrière Le Torrent (28 318) et devant Annie Colère (15 140).
Pour sa première semaine d'exploitation, Fumer fait tousser vend 87 446 entrées pour une sixième place au box-office, derrière la nouveauté Violent Night (88 083) et devant Reste un peu (81 518).

## Distinctions

### Récompense
- Festival international du film fantastique de Catalogne 2022 : prix du scénario

### Nomination
- César 2023 : meilleurs effets visuels

### Sélection
- Festival de Cannes 2022 : sélection officielle, séance de minuit